# Zoyt

Der Bildhauer Zoyt

Zoyt, bürgerlich Hans-Peter Conen, (* 17. Dezember 1957 in Vancouver, Kanada) ist ein zeitgenössischer deutsch-kanadischer Holzbildhauer.

## Leben
Bis zu seinem fünften Lebensjahr lebte Zoyt in Vancouver, danach zog er mit seinen Eltern und seinen drei Schwestern nach Rheinhausen bei Duisburg. 1968 zog die Familie schließlich nach Ettlingen bei Karlsruhe, wo Zoyt die Realschule besuchte. Nach der Mittleren Reife ging er 1975 für ein Jahr als Austauschschüler in die USA, im Anschluss besuchte er das Wirtschaftsgymnasium in Ettlingen und machte 1979 das Abitur. 1981 begann Zoyt dann ein Studium der Philosophie an der Universität Hamburg.
Seit 1982 nennt er sich Zoyt, wobei der erste Buchstabe für Zeugung, der letzte Buchstabe für Tod stehen, das eingefügte OY bedeutet, nach Auskunft des Künstlers, „den Beginn der Eigenzeit und die Verwirklichung einer Existenz durch künstlerische Arbeit“.
Zoyt ist Autodidakt, suchte aber schon früh den Kontakt zu anderen Künstlern. Als seinen „Malervater“ gibt er Uwe Lindau an, der ihm 1980 die Teilnahme an einer ersten Gruppenausstellung im Badischen Kunstverein in Karlsruhe ermöglichte. In Hamburg hat er sich 1983 dem Underground-Poeten und Rockmusiker Kiev Stingl angeschlossen; durch die Vermittlung der Malerin Annette Schröter konnte er 1990 in der Burg Goldbeck (Kunst- und Kulturförderverein Land-Stadt-Wittstock e. V.) in Brandenburg von dem Bildhauer Trak Wendisch die Grundtechniken der Holzbildhauerei erlernen. Seit 1997 lebt und arbeitet Zoyt in Babitz, einem Ortsteil von Wittstock/Dosse, Brandenburg.

## Werk

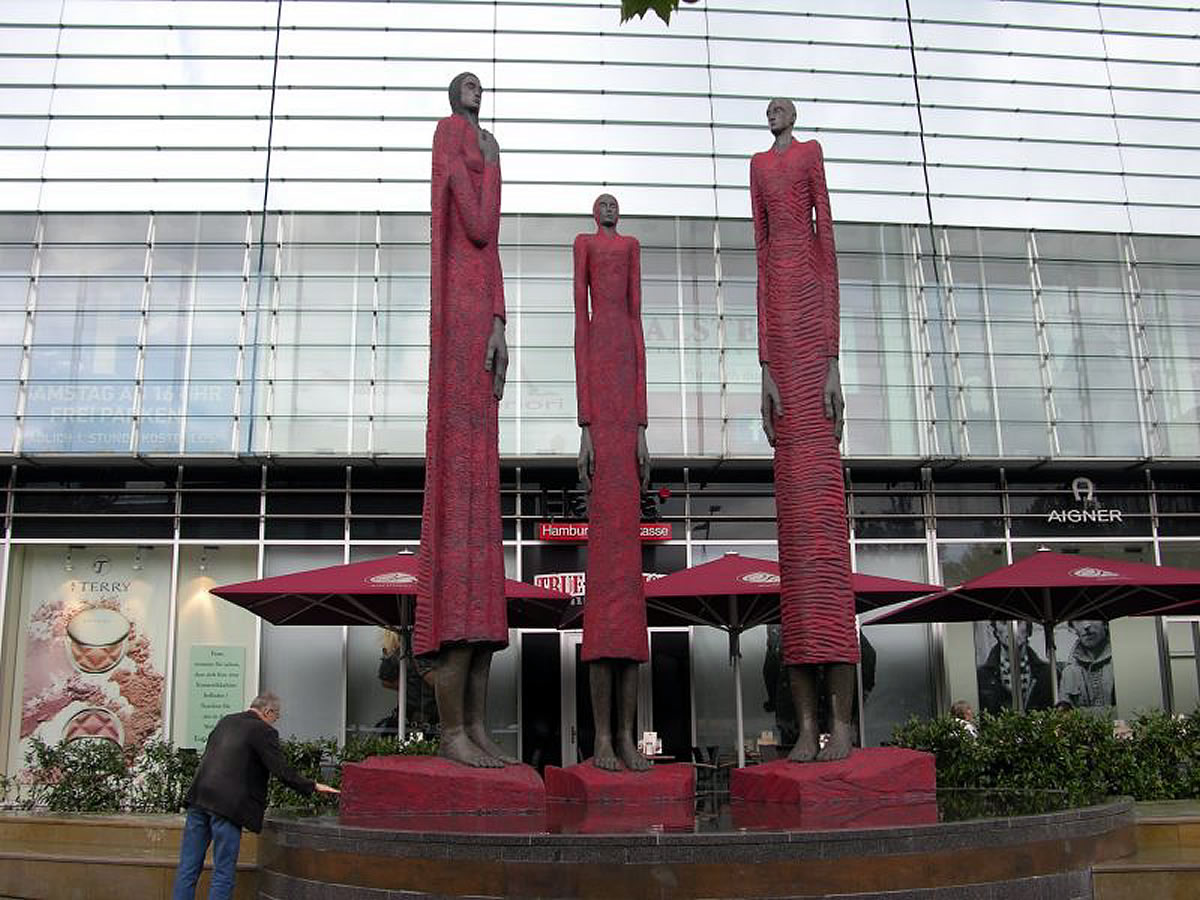
„Mimir-Brunnen“ von Zoyt vor einem Hamburger Einkaufszentrum

Zoyt macht Skulpturen, Hochreliefs, Zeichnungen und Bilder. Bekannt wurde er vor allem durch seine Skulpturen, die er aus heimischen Hölzern wie Pappel und Linde, aber auch aus Harthölzern wie Buche, Eiche oder Kirsche sägt, raspelt, schlägt und schleift und partiell durch Bemalungen akzentuiert. Dabei hat Zoyt eine ganz eigene Formensprache entwickelt, durch die seine Figuren unverwechselbar sind. Seinen künstlerischen Ausgangspunkt sieht er in der Tradition von Ernst-Ludwig Kirchner und des frühen Aristide Maillol. Zoyts Figuren sind einerseits konkret und anatomisch genau gearbeitet, andererseits spielt er mit den Proportionen und verleiht ihnen dadurch Unmittelbarkeit und eine phantastische Entrücktheit zugleich. Immer wieder verbindet Zoyt seine Figuren auch zu Tableaus, die einfache, fast schon archaische Geschichten erzählen, etwa über die „plötzliche Müdigkeit“ oder über eine „Frau, die einen Mann mit einem Hund trifft“.
Zoyt arbeitet immer an mehreren Skulpturen gleichzeitig, an manchen auch über einen Zeitraum von mehreren Jahren.
Seine bisher größte Skulptur ist die ca. 8 Meter hohe und in Bronze gegossene Dreiergruppe „Mimir-Brunnen“, die seit 2006 vor dem Alstertal-Einkaufszentrum in Hamburg steht.

## Ausstellungen
- 1986 Galerie Prospekt, Hamburg
- 1989 „Degalla“, Galerie Abriss, Hamburg
- 1993 Galerie Tammen / Busch, Berlin
- 1995 Galerie Levy, Hamburg
- 1997 Galerie Commeter, Hamburg
- 1998 Priv-Art Museum, Hamburg
- 1999 Skulpturenkoje, Art Cologne, Köln
- 2001 „Rosen für Jerusalem“, Westwerk, Hamburg
- 2005 Galerie Levy, Hamburg
- 2010 Galerie Commeter, Hamburg

## Auszeichnungen
- 1988 Arbeitsstipendium für Bildende Künstler, Hamburg.